# Chionaema singulistigma
Chionaema singulistigma är en fjärilsart som beskrevs av Embrik Strand 1917. Chionaema singulistigma ingår i släktet Chionaema och familjen björnspinnare. Inga underarter finns listade i Catalogue of Life.